# Funeral doom
Le funeral doom est un sous-genre musical issu du death-doom au début des années 1990.

## Caractéristiques
Le funeral doom se caractérise notamment par un rythme réduit et très lent ainsi que par des éléments orchestraux. De nombreux représentants arrangent de larges paysages sonores inspirés du dark ambient à l'aide de claviers, de synthétiseurs ou d'échantillonneurs. Le chant, souvent mélangé à l'arrière-plan, n'est pas fixe, bien que le growling dominait à l'origine . Alors que certains représentants utilisent des death grunts profonds, il y a aussi des interprètes qui utilisent des hurlements équivalents au black metal norvégien ainsi que d'autres qui enregistrent un chant clair. Le mélange de deux ou plusieurs styles de chant est également fréquente. On attribue souvent à la musique des influences de complaintes et de chansons funèbres. Elle est très lente, peu rythmée et calme, dominée par une basse souvent grave et distordue. Pour créer une atmosphère plus profonde, les interprètes du genre ont parfois recours à des arrangements symphoniques et au son d'orgues d'église et de violons, généralement produits de manière synthétique,. En raison notamment de son rythme réduit, le genre est considéré comme monotone.
L'accent thématique et lyrique est mis sur les thèmes de la mort, du deuil et de la souffrance ainsi que sur la misanthropie, la dépression et le suicide.

« Un dérivé du death-doom qui [...] délaisse l'agressivité et les dynamiques intenses au profit de tempos ultra-lents, d'arrangements répétitifs et d'une sensation générale de minimalisme. Les compositions sont longues et hypnotiques, associées à une atmosphère de désespoir total. Le genre en retient largement l'usage des guitares accordées plus bas et du chant gutural mais évite généralement les passages rapides. En dépit de ces restrictions, il existe une large variété de sonorités, allant d'une rudesse intransigeante à des approches atmosphériques, voire majestueuses. »

— Doom-Metal.com

## Histoire

### Origine et débuts

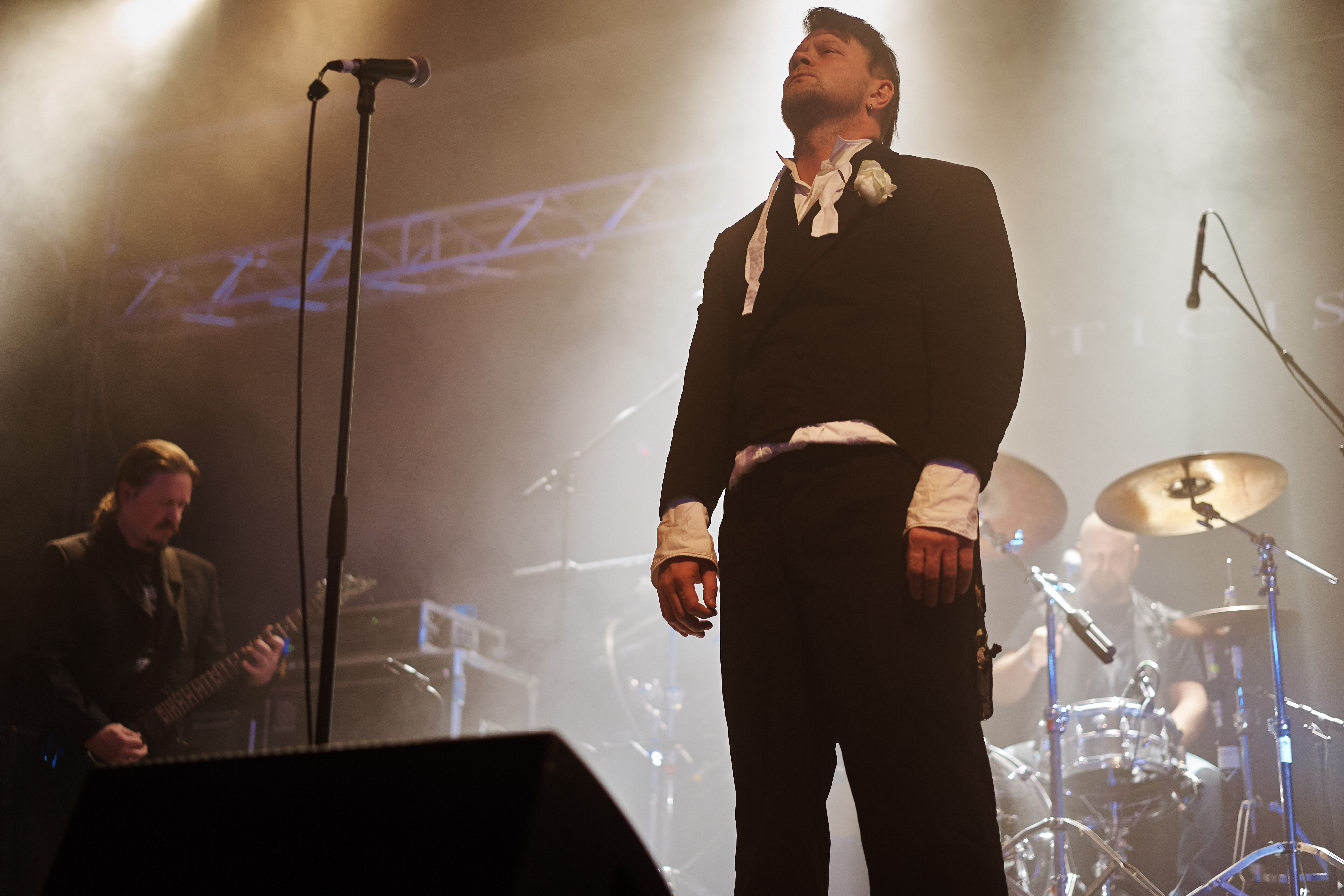
Skepticism, ici lors du Hammer of Doom 2015, est considéré comme l'un des initiateurs du funeral doom.

Les origines du funeral doom ne peuvent pas être délimitées localement. Les Américains Winter avec leur album Into Darkness sorti en 1990, le projet suisse Mordor avec sa démo Odes sortie la même année, les Finlandais Thergothon avec leur démo Fhtagn nagh Yog-Sothoth sortie en 1991 et les Australiens Disembowelment avec leur EP Dusk sorti la même année sont généralement considérés comme les initiateurs du funeral doom. On y ajoute parfois le projet russe Voj avec l'album Krugami vechnosti enregistré en 1990, mais sorti des années plus tard.
Pendant ce temps, la plus grande influence est attribuée à Thergothon et au Skepticism. À cet égard, Thergothon est considéré comme le groupe qui a initié le style avec son album Stream from the Heavens. « Nous avons essayé de créer quelque chose de nouveau, dans le sens où nous voulions trouver notre propre style au lieu de copier d'autres groupes, comme c'était courant à l'époque » explique Niko Skorpio (Thergothon). Parmi les influences qui ont conduit au son de Stream from the Heavens et qui ont ainsi marqué durablement le funeral doom, il fait référence aux « Doors ou Black Sabbath » ainsi qu'aux « groupes de punk gothique, dont [les musiciens] étaient fascinés à l'époque, ou Pink Floyd ».
L'album Stormcrowfleet de Skepticism, sorti en 1995, est considéré comme une autre grande sortie ayant eu une influence sur la diffusion du funeral doom, « dans lequel les guitares, mais aussi le chant souvent très faiblement hurlé ou chuchoté, étaient relégués au second plan et où les claviers atmosphériques dominaient le son ». Le label Red Stream a également fait la promotion de Stormcrowfleet en tant que funeral doom et a ainsi fondé le terme de genre en le distinguant du death-doom et du metal gothique qui était populaire à la même époque. Malgré les différences entre les publications du groupe depuis 1995 et les caractéristiques du genre définies principalement par Skepticism et Thergothon, la bande démo Tristesse de 1993, qui a fait l'objet d'une attention suffisante, est considérée comme faisant partie des premières publications du genre.

« Le néologisme n'était en tout cas pas arbitraire. Thergothon, Skepticism et Funeral jouaient plus lentement que les groupes death/doom de la même période, le chant grave était nettement plus extrême, les riffs plus minimalistes, les chansons plus monotones. Et il manquait une bonne partie de l'aspect romantique et de l'exaltation qu'un groupe comme My Dying Bride avait établi avec le violon et les doubles leads. Au lieu de cela, l'atmosphère de base était accablante, étouffante. »

— ta

### Popularisation
Au début des années 2000, divers festivals et concerts ont été initiés, notamment en Belgique et aux Pays-Bas, au cours desquels les jeunes groupes de funeral doom ont pu se présenter à un public intéressé. Parallèlement, le style s'est répandu à l'échelle internationale avec des interprètes comme les groupes iraniens Tears of Fire et 1000 Funerals, les turcs Xoresth et Illusion's Play, le groupe mexicain Abyssal, les brésiliens Lelantos, HellLight et De Profvndis Clamati, le projet indonésien Candlegoat, le duo marocain Lifesenseless ou des groupes japonais comme Funeral Moth et Aeternum Sacris. Un grand nombre de nouveaux interprètes ont vu le jour, notamment aux États-Unis, au Benelux, en Scandinavie, et dans la Communauté des États indépendants. Des labels indépendants comme le britannique Aesthetic Death Records, le russe Solitude Productions et le japonais Weird Truth Productions ont contribué à l'établissement du genre, tandis que divers représentants du genre se sont fait connaître, notamment en Europe centrale, orientale et septentrionale ainsi qu'en Amérique du Nord.